# 昭靈皇后 (李天祚)
昭靈皇后（越南语：／；？—1200年）武氏，是越南李朝時期李英宗李天祚的皇后。
昭靈皇后武氏被李英宗立為皇后。李英宗死後，子李龍𣉙繼位為李高宗，貞符三年（1178年）國喪除。昭靈皇太后在別殿宴請群臣：「當今先帝賓天，嗣皇幼沖，占城失禮，北人寇邊。卿等受國厚恩，當以國家為慮。今日之計，不如復立太子，以延國祚，以安民心。」貞符七年（1182年）春正月，李高宗以李敬脩為帝師，自此昭靈太后不敢萌生異圖。天資嘉瑞十五年（1200年）秋七月，昭靈太后崩。吳士連稱：高宗年幼嗣位，昭靈懷廢立之心，帝躬幾乎岌岌。